# Mauricio Pochettino
Mauricio Pochettino, teljes nevén Mauricio Roberto Pochettino Trossero (Murphy, 1972. március 2. –) argentin válogatott labdarúgó, labdarúgóedző.

## Pályafutása

### Játékosként
Pochettino profi pályafutása 1989-ben kezdődött, ekkor írt alá hazájában a Newell’s Old Boys csapatához. Öt év után légióskodni kezdett az Espanyolnál. 2000-ben a francia PSG játékosa lett, majd egy évet eltöltött Bordeaux-ban is. 2004-ben visszatért az Espanyolhoz, eredetileg kölcsönbe, azonban nem sokkal később végleg visszavették őt Bordeaux-ból. Az Espanyolnál összesen eltöltött tizenhárom év alatt Pochettino több, mint háromszáz hivatalos összecsapáson lépett pályára. Mindkét Espanyolnál töltött időszaka alatt egyszer-egyszer meg tudta nyerni a spanyol kupát.
A nemzeti csapatok közül játszott az U23-as együttesben, azonban a gárda végül nem jutott ki az 1992-es nyári olimpiára. A felnőttcsapattal részt vett a 2002-es világbajnokságon, azonban ez a torna sem sikerült igazán jól, ugyanis Argentína rögtön a csoportkörben kiesett. Pochettino nevéhez fűződik egy döntő momentum is, ugyanis az angolok egy általa elkövetett szabálytalanság után kaptak tizenegyest, ezzel tudtak végül nyerni.

### Edzőként
A 2008-09-es szezonban, a szezon azon pontján, amikor az Espanyol mindössze két csapatot tudott megelőzni, Pochettino már a klub harmadik edzője volt. Pochettinónak végül sikerült felráznia a csapatot, és végül egészen a tizedik helyig sikerült felkapaszkodniuk. Ebből a csapatból kilenc olyan játékost edzett, akik játékosként még csapattársai voltak.
A 2009–10-es szezon egy újabb kényelmes bajnoki pozícióról szólt, valamint arról, hogy a klublegenda Raúl Tamudo szép lassan egyre kevesebb játéklehetőséghez jutott. Egészen 2012. november 26-ig maradt a „Pericos” vezetőedzője, ekkor azonban Pochettino és az Espanyol közös megegyezéssel szerződést bontott, ugyanis a csapat tizenhárom forduló alatt mindössze kilenc pontot szerzett.
2013. január tizennyolcadikán a Premier League-ben szereplő Southampton menedzserévé nevezték ki, ezzel az angol bajnokság második argentin edzője lett Osvaldo Ardiles után. Első meccsét új csapat trénereként az Everton ellen játszotta, majd nem sokkal később a „szentekkel” legyőzte a regnáló bajnok Manchester Cityt. Első teljes szezonjában több nagy győzelmet fel tudott mutatni csapatával, ugyanis összejött egy 3–1-es győzelem a Liverpool ellen, valamint egy 2–1-es siker a Chelsea elleni hazai bajnokin. A szezon végén a Southampton Pochettino vezetésével megismételte története legjobb Premier League-helyezését (nyolcadik), valamint megdöntötte saját pontrekordját.
2014. május 27-én, sikeres munkáját látva a Tottenham szerződtette a kispadjára, ezzel a klub tizedik edzője lett tizenkét éven belül. A 2015–16-os idény nagyszerűen sikerült a Spurs számára, a bajnokságban a szezon hajrájáig harcban voltak a bajnoki címért a Leicester City-vel, és ezzel a UEFA-bajnokok ligája indulást is kiharcolták. A szezon végén Pochettino szerződését 2021-ig meghosszabbították. 2016-ban és 2018-ban 3., 2017-ben 2. lett a Premier League-ben csapatával, a 2018–19-es szezonban pedig Bajnokok Ligája döntőbe juttatta az együttest, amely ott a Liverpool ellen szenvedett 2–0-s vereséget. A 2019–20-as szezonban nem szerepelt jól a csapat a bajnokságban, amelyben csak a 14. helyen állt a 12. fordulót követően. A gyengébb eredmények miatt a klub vezetőség 2019. november 19-én menesztette Pochettinót, akinek irányításával 293 tétmérkőzésen 160 győzelmet és 60 döntetlent ért el a Tottenham, valamint 73 vereséget szenvedett.
2021. január 2-án bejelentették, hogy ő lett a francia Paris Saint-Germain labdarúgócsapatának vezetőedzője. Pár nappal kinevezése után egy nyilatkozatában elmondta, hogy nagy fegyelmet vár el a játékosaitól. 2021. január 6-án mutatkozott be bajnoki mérkőzésen a AS Saint-Étienne ellen. A meccsen a hazaiak kerültek előnybe, de nem sokkal később Moise Kean révén egyenlített a PSG, így 1–1-es döntetlennel ért véget a találkozó. Január 9-én hazai pályán fogadták a középmezőnyben helyet foglaló Brest gárdáját, amely mérkőzésen egy 3–0-s győzelmet könyvelhettek el. Négy nappal később megnyerte edzői pályafutása első trófeáját, a 2020-as francia szuperkupát a nagy rivális Marseille ellen. Január 16-án nem utazott el az Angers elleni idegenben rendezett meccsre, ugyanis pozitív lett a koronavírustesztje. Január 31-én először szenvedett vereséget irányításával a gárda a kiesés ellen küzdő Lorient ellen 3–2-re. Érdekesség, hogy a párizsiak mindkét gólját büntetőből, Neymar szerezte.

## Statisztika

### Klubcsapatokban
| Klub                | Szezon           | Bajnokság | Bajnokság | Kupa  | Kupa | Ligakupa | Ligakupa | Nemzetközi | Nemzetközi | Összesen | Összesen |
| Klub                | Szezon           | Meccs     | Gól       | Meccs | Gól  | Meccs    | Gól      | Meccs      | Gól        | Meccs    | Gól      |
| ------------------- | ---------------- | --------- | --------- | ----- | ---- | -------- | -------- | ---------- | ---------- | -------- | -------- |
| Newell’s Old Boys   | 1988–89          | 4         | 0         | –     | –    | –        | –        | –          | –          | 4        | 0        |
| Newell’s Old Boys   | 1989–90          | 30        | 0         | –     | –    | –        | –        | –          | –          | 30       | 0        |
| Newell’s Old Boys   | 1990–91          | 34        | 4         | –     | –    | –        | –        | –          | –          | 34       | 4        |
| Newell’s Old Boys   | 1991–92          | 28        | 3         | –     | –    | –        | –        | –          | –          | 28       | 3        |
| Newell’s Old Boys   | 1992–93          | 32        | 1         | –     | –    | –        | –        | –          | –          | 32       | 1        |
| Newell’s Old Boys   | 1993–94          | 25        | 0         | –     | –    | –        | –        | –          | –          | 25       | 0        |
| Newell’s Old Boys   | Összesen         | 153       | 8         | –     | –    | –        | –        | –          | –          | 153      | 8        |
| Espanyol            | 1994–95          | 34        | 0         | –     | –    | –        | –        | –          | –          | 34       | 0        |
| Espanyol            | 1995–96          | 39        | 3         | 9     | 0    | –        | –        | –          | –          | 48       | 3        |
| Espanyol            | 1996–97          | 37        | 3         | 6     | 0    | –        | –        | 4          | 0          | 47       | 3        |
| Espanyol            | 1997–98          | 35        | 2         | –     | –    | –        | –        | –          | –          | 35       | 2        |
| Espanyol            | 1998–99          | 26        | 0         | –     | –    | –        | –        | –          | –          | 26       | 0        |
| Espanyol            | 1999–2000        | 29        | 1         | 7     | 0    | –        | –        | –          | –          | 36       | 1        |
| Espanyol            | 2000–01          | 16        | 2         | 2     | 0    | –        | –        | 6          | 0          | 24       | 2        |
| Espanyol            | Összesen         | 216       | 11        | 24    | 0    | –        | –        | 10         | 0          | 250      | 11       |
| Paris Saint-Germain | 2000–01          | 7         | 1         | 1     | 0    | –        | –        | –          | –          | 8        | 1        |
| Paris Saint-Germain | 2001–02          | 28        | 1         | 2     | 0    | 2        | 0        | 10         | 0          | 42       | 1        |
| Paris Saint-Germain | 2002–03          | 35        | 2         | –     | –    | 5        | 1        | 5          | 1          | 45       | 4        |
| Paris Saint-Germain | Összesen         | 70        | 4         | 3     | 0    | 7        | 1        | 15         | 1          | 95       | 6        |
| Bordeaux            | 2003–04          | 11        | 1         | 1     | 0    | –        | –        | 4          | 0          | 16       | 1        |
| Bordeaux            | Összesen         | 11        | 1         | 1     | 0    | –        | –        | 4          | 0          | 16       | 1        |
| Espanyol            | 2003–04          | 21        | 1         | –     | –    | –        | –        | –          | –          | 21       | 1        |
| Espanyol            | 2004–05          | 27        | 1         | –     | –    | –        | –        | –          | –          | 27       | 1        |
| Espanyol            | 2005–06          | 11        | 0         | 2     | 0    | –        | –        | 3          | 1          | 16       | 1        |
| Espanyol            | Összesen         | 59        | 2         | 2     | 0    | –        | –        | 3          | 1          | 64       | 3        |
| Karrier összesen    | Karrier összesen | 509       | 26        | 30    | 0    | 7        | 1        | 32         | 2          | 578      | 29       |

### A válogatottban
| Argentína | Argentína       | Argentína |
| Év        | Pályára lépések | Gólok     |
| --------- | --------------- | --------- |
| 1999      | 6               | 1         |
| 2000      | 2               | 0         |
| 2001      | 6               | 1         |
| 2002      | 6               | 0         |
| összesen  | 20              | 2         |

### Góljai a válogatottban
| #  | Időpont           | Helyszín                                 | Ellenfél      | Állás | Végeredmény | Esemény      |
| -- | ----------------- | ---------------------------------------- | ------------- | ----- | ----------- | ------------ |
| 1. | 1999. november 17 | La Cartuja, Sevilla, Spanyolország       | Spanyolország | 2–0   | 2–0         | Barátságos   |
| 2. | 2001. október 7.  | Defensores del Chaco, Asunción, Paraguay | Paraguay      | 1–1   | 2–2         | Vb-selejtező |

## Edzői statisztika
2022. április 29-én lett frissítve.
| Espanyol            | spanyol  | 2009. január 20. | 2012. november 26. | 161 | 53  | 38  | 70  | 32.92 |
| Southampton         | angol    | 2013. január 18. | 2014. május 27.    | 60  | 23  | 18  | 19  | 38.33 |
| Tottenham Hotspur   | angol    | 2014. május 27.  | 2019. november 19. | 293 | 159 | 62  | 72  | 54.27 |
| Paris Saint-Germain | francia  | 2021. január 2.  | jelenlegi          | 81  | 53  | 14  | 14  | 65.43 |
| összesen            | összesen | összesen         | összesen           | 595 | 288 | 132 | 175 | 48.4  |